# Зап'ятково (Палкінський район)
Зап'ятково (рос. Запятково) — присілок в Палкінському районі Псковської області Російської Федерації.
Населення становить 6 осіб. Входить до складу муніципального утворення Черська волость.

## Історія
Від 2015 року входить до складу муніципального утворення Черська волость.

## Населення
| 2002 | 2010 |
| ---- | ---- |
| 15   | ↘6   |